# Fantasy-Jahr 1976
Übersicht

◄◄ | ◄ | 1972 | 1973 | 1974 | 1975 | Fantasy-Jahr 1976 | 1977 | 1978 | 1979 | 1980 | ► | ►►

Weitere Ereignisse